# Jarosław Margielski
Jarosław Tomasz Margielski (ur. 28 września 1987 w Otwocku) – polski samorządowiec i inżynier, w latach 2014–2018 przewodniczący Rady Miasta Otwocka, od 2018 prezydent Otwocka.

## Życiorys
Pochodzi z rodziny od czterech pokoleń związanej z Otwockiem. Jego pradziadek Józef w okresie międzywojennym był komendantem Policji. Jego dziadek Henryk Margielski w czasie II wojny światowej działał wraz z braćmi w Armii Krajowej, później pracował jako inżynier melioracji. Jego rodzice uzyskali wykształcenie pedagogiczne. Był piłkarzem Mazura Karczew, z którym grał w IV lidze, występując na pozycji napastnika.
Ukończył studia magisterskie na Wydziale Budownictwa i Inżynierii Środowiska Szkoły Głównej Gospodarstwa Wiejskiego w Warszawie oraz studia podyplomowe w zakresie zarządzania nieruchomościami. Uzyskał uprawnienia zarządcy nieruchomości. Podjął także studia doktoranckie na Wydziale Inżynierii Produkcji SGGW. Zawodowo zajął się prowadzeniem własnej działalności gospodarczej.
W kadencji 2014–2018 z ramienia Prawa i Sprawiedliwości był radnym Rady Miasta Otwocka, pełnił funkcję przewodniczącego tej instytucji. W 2016 został również kierownikiem biura Agencji Restrukturyzacji i Modernizacji Rolnictwa w Otwocku.
W wyborach samorządowych w 2018 ubiegał się o urząd prezydenta Otwocka. Przeszedł do drugiej tury, którą wygrał, uzyskując 55,2% głosów i pokonując bezpartyjnego Ireneusza Paśniczka. W styczniu 2024 wystąpił z PiS i w wyborach samorządowych w tym samym roku wystartował na prezydenta miasta z własnego komitetu. Uzyskał reelekcję w pierwszej turze głosowania z wynikiem 76,0% głosów.

## Odznaczenia
W 2021 odznaczony Złotym Krzyżem Zasługi.